# Mechanicsburg, Ohio
Mechanicsburg là một làng thuộc quận Champaign, tiểu bang Ohio, Hoa Kỳ. Năm 2010, dân số của làng này là 1644 người.

## Dân số
- Dân số năm 2000: 1744 người.
- Dân số năm 2010: 1644 người.